# Josef Toufar

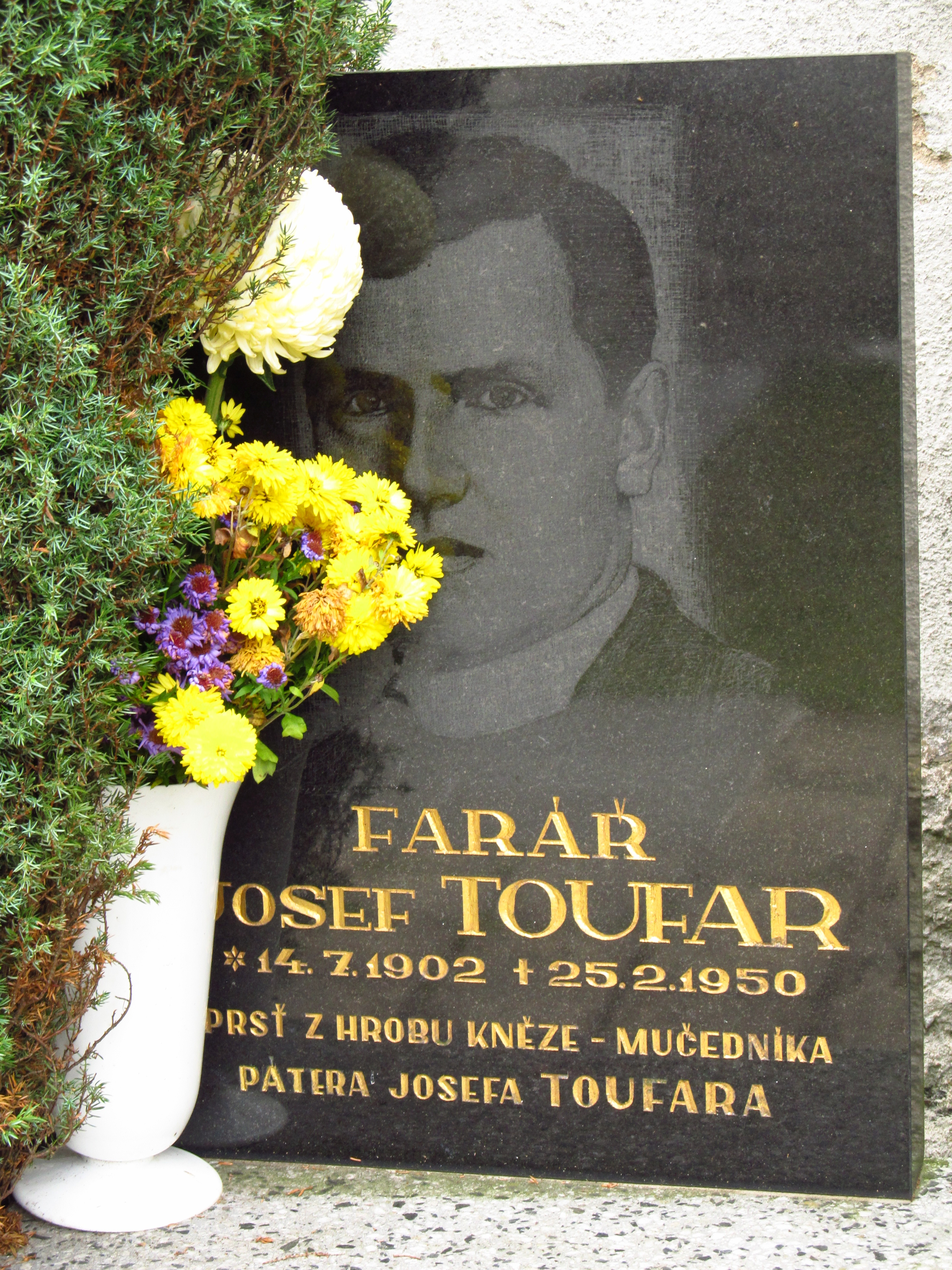
Das Bild von Josef Toufar in Číhošť

Josef Toufar (* 14. Juli 1902 in Arnolec; † 25. Februar 1950 in Prag) war ein tschechischer katholischer Priester und Opfer der kommunistischen Verfolgung der katholischen Kirche in der Tschechoslowakei.

## Leben
Josef Toufar war ein gelernter Tischler und begann erst als Spätberufener mit dem Studium der Theologie in Hradec Králové. Mit 38 Jahren erhielt er die Priesterweihe. In den Jahren 1940 bis 1948 war er in Zahrádka, ab dem Jahr 1948 in der Gemeinde Číhošť bei Ledeč nad Sázavou als Pfarrer tätig.

### Das Wunder von Číhošť
Im Februar 1950 wurde Toufar beschuldigt, das sogenannte „Wunder von Číhošť“ inszeniert zu haben. Nach einer Messe in der dortigen Kirche am 11. Dezember 1949 berichteten Besucher des Gottesdienstes, das 50 cm hohe Kruzifix habe sich einige Male von einer Seite zur anderen bewegt. Während der Weihnachtsmesse des gleichen Jahres wollten erneut etliche Gläubige eine Bewegung des Kreuzes beobachtet haben. Toufar beriet sich mit Kollegen und erklärte in der Predigt, die Bewegung sei auf göttliches Wirken während der Heiligen Messe zurückzuführen und solle nicht als böses Omen ausgelegt werden. Die Nachricht von der Erscheinung verbreitete sich rasch. Im Januar besuchten einige kirchliche Amtsträger die Dorfkirche, darunter auch Ottavio de Liva, der Botschafter des Vatikans in Prag. Bald zog sie auch die Aufmerksamkeit der Staatssicherheit auf sich.

### Verfolgung und Tod
Toufar wurde am 28. Januar 1950 verhaftet, in das Gefängnis von Valdice verbracht und dort unter Anwendung von Folter einen Monat lang verhört. Ziel der Verhöre war das Eingeständnis des Pfarrers, er habe einen Mechanismus installiert, mit dem er das angebliche Wunder selbst hervorgebracht habe. Bereits Mitte 1949 hatte die regierende kommunistische Partei begonnen, eine Reihe antikirchlicher Maßnahmen durchzuführen. Dazu gehörten Enteignungen, die Beschränkung der Pressefreiheit und die Verhaftung von kirchlichen Amtsträgern und Ordensangehörigen. Das Geständnis Toufars sollte zur exemplarischen Verurteilung in einem ersten öffentlichen Schauprozess gegen einen kirchlichen Würdenträger dienen.
Josef Toufar gestand am 22. Februar die Manipulation des Kruzifixes. Außerdem unterschrieb er ein weiteres Geständnis, nachdem er ihm anvertraute Kinder sexuell missbraucht habe. Die Untersuchung des Falles in den 1990er Jahren widerlegte diese Anschuldigung. Experten des Kriminologischen Instituts Prag kamen in einem 1994 erstellten Gutachten zu dem Schluss, dass die Texte der Geständnisse von anderen Personen verfasst und von Toufar lediglich unterschrieben worden seien. Überdies ergab eine Rekonstruktion, dass die beschriebene Vorrichtung nicht funktionsfähig gewesen sein konnte. Wie und ob sich das Kreuz bewegt hatte, konnte bis heute nicht aufgeklärt werden. 2024 rehabilitierte das Kreisgericht im nordostböhmischen Hradec Kralove (Königgrätz) Toufar.
Am 25. Februar 1950 wurde Josef Toufar in einem kritischen Gesundheitszustand in das staatliche Sanatorium in Prag überführt, wo er unmittelbar darauf starb. Auf Weisung der Staatssicherheit trug der Arzt im Totenschein als Todesursache ein geplatztes Magengeschwür ein. 18 Jahre später sagte František Mauer: „Bei der Operation von Josef Toufar habe ich damals assistiert. Wir taten alles, was in menschlicher Macht steht, aber dieser Mensch konnte nicht gerettet werden. Er wurde auf ungewöhnlich brutale Weise zu Tode geprügelt. Ich würde sagen – ein klarer Mord.“
Josef Toufar wurde in einem Massengrab in Prag-Ďáblice bestattet. Die Angehörigen erfuhren erst vier Jahre später von seinem Tod.

## Folgen
Ladislav Mácha, der Leiter des Untersuchungsteams, das Toufar zu Tode gefoltert hatte, erhielt zunächst nur eine Partei-Verwarnung. Im Jahr 1968 wurde gegen ihn Anklage erhoben, die mit einem Freispruch endete, weil der Nachweis eines Mordes misslang. Der Missbrauch von Amtsbefugnissen war nach damaligen Gesetzen verjährt. 1998 wurde er wegen schwerer Körperverletzung und Missbrauch von Amtsbefugnissen zu fünf Jahren Freiheitsentzug ohne Bewährung verurteilt; es gelang weder der Nachweis eines direkten Zusammenhangs zwischen der Folter und dem Tod, obwohl dieser nach Expertenmeinung sehr wahrscheinlich war, noch der einer unterlassenen Hilfeleistung. 1999 änderte das Berufungsgericht das Urteil auf zwei Jahre ab. Mácha trat die Strafe aber aus gesundheitlichen Gründen nicht an.
Die Staatssicherheit drehte über das Wunder von Číhošť einen Propagandafilm mit dem Titel Běda tomu, skrze něhož přichází pohoršení (nach Mt 18,7 : „Weh dem Menschen, der zum Abfall verführt“). In dem Film sollte auch Josef Toufar selbst auftreten, weil er aber beim ersten Drehtermin am 23. Februar in einem zu schlechten gesundheitlichen Zustand war und die Zusammenarbeit ablehnte und vor dem nächsten Versuch starb, übernahm seine Rolle der damals bekannte Ankläger der politischen Prozesse Karel Čížek. Der Film lief eine kurze Zeit in den Kinos, wurde aber schnell abgesetzt, da er offensichtlich unglaubwürdig war. Ein weiteres Propagandawerk ähnlichen Typs war das Buch Čihošťský zázrak (Das Wunder von Číhošť) von Vladimír Hodač, das ebenfalls 1950 erschien. Der Staatspräsident und Generalsekretär der KSČ Klement Gottwald referierte über die Ereignisse in Číhošť auf der Plenarsitzung der Partei am 24.–26. Februar 1950 und bezeichnete sie als großangelegte Provokation der katholischen Kirche. Der geplante Schauprozess fand aufgrund des Todes von Josef Toufar nicht statt.
Das Wunder von Číhošť und die Nachwirkungen verarbeitete Josef Škvorecký in dem Roman Mirákl. Jaroslav Polišenský drehte 2004 über Josef Toufar den Fernsehfilm In nomine patris. 2013 hatte die dokumentarische Kammeroper Toufar von Aleš Březina ihre Uraufführung im Kolowrat-Theater in Prag.
Im Jahr 2015 wurde das Nihil obstat für die Einleitung des Prozesses zur Seligsprechung von Josef Toufar erteilt.